# Marie Roche
Marie Roche, née Marie Durgueil le 15 novembre 1894 à Villefranche-du-Périgord, morte le 12 mars 1972, à Corbeil-Essonnes, est une femme politique française. Elle est sénatrice communiste de Seine-et-Oise de 1946 à 1952.

## Biographie
Née de père inconnu, la naissance de Marie Durgueil est déclarée par sa mère âgée de vingt ans. Elle suit sa mère « montée » à Paris et fait des études qui l'amènent à préparer le baccalauréat. Elle devient secrétaire d'administration, puis comptable. Elle se marie en 1920 dans le 5e arrondissement avec Marius Roche. Avant la Seconde Guerre mondiale, elle milite au Parti communiste, puis elle entre dans la Résistance avec son mari.
Installée en Seine-et-Oise, elle est en mai 1945 élue maire de Lisses, devenant l'une des premières femmes maires de France. Lors des élections cantonales de septembre 1945 elle y associe le mandat de conseillère générale pour le canton de Corbeil-Essonnes. Comme élue locale elle met notamment en place un dispensaire municipal. Jusqu'en 1948, elle participe à la gestion du département de Seine-et-Oise, placé sous la présidence du communiste Louis Peronnet, maire de Bezons. Aux élections cantonales de 1949, elle n'est pas réélue.
Lors des élections au Conseil de la République du 8 décembre 1946, seconde de la liste communiste conduite par Serge Lefranc en Seine-et-Oise, elle est élue sénatrice : la liste communiste arrive au 1er rang avec 1 162 suffrages pour 3 019 inscrits. Elle est réélue le 7 novembre 1948, toujours seconde de la liste communiste, alors menée par Antoine Demusois, bien que les suffrages obtenus par celle-ci soient en baisse : 719 suffrages pour 3 282 votants. Elle ne se représente pas aux élections de mai 1952. Membre de plusieurs commissions (finances, affaires économiques, famille, population et santé) au cours de ses mandats sénatoriaux, elle intervient fréquemment dans les débats.  

## Détail des fonctions et des mandats
Mandats locaux
- 1945 - 1947 : maire de Lisses
- 1945 - 1949 : conseillère générale du canton de Corbeil

Mandat parlementaire
- 8 décembre 1946 - 18 mai 1952 : Sénatrice de Seine-et-Oise